# Pierre Basson
Pour les articles homonymes, voir Basson (homonymie).
Œuvres principales
Pierre Basson, également connu sous le pseudonyme Pierre Forquin, né le 3 août 1914 à Saint-Chamond et mort le 26 avril 2010 dans le 3e arrondissement de Lyon, est un écrivain français.

## Biographie
Né d'un père originaire des monts du Lyonnais, il se passionne pour l'écriture et publie dès 1936 un recueil de poésie intitulé Deux liards de lune.
Pour son service militaire, il s'engage en Côte d'Ivoire, pays qui lui inspire Images nègres (1939), un second recueil de poèmes.
Pendant la Seconde Guerre mondiale, en 1940, il est fait prisonnier et envoyé dans un camp de détention en Saxe d'où il réussit à s'évader.
Après la guerre, il exerce divers petits métiers. En 1952, il remporte avec Le Cinquième Jour (The Fifth Day), le Grand Prix mondial de la Nouvelle, un concours organisé par le New York Herald Tribune. La nouvelle est reprise la même année dans le recueil collectif Les 56 Meilleures Nouvelles, paru aux Éditions Gallimard.
En 1953, il publie un premier roman, La Permission de vivre, aux Éditions de la Table ronde. Paru aux Éditions Julliard, La Tête, roman inspiré de ses souvenirs de jeunesse en Côte-d'Ivoire, remporte le prix Eugène Dabit du roman populiste en 1969.
En parallèle à cette activité de romancier, Pierre Bason adopte en 1957 le pseudonyme de Pierre Forquin pour écrire seul ou en collaboration plusieurs romans policiers, dont la plupart sont parus aux Éditions Denoël, et qui retrouvent « l'atmosphère des romans de Simenon ». Il reçoit le grand prix de littérature policière pour Le Procès du diable en 1962, l'année même où il déménage avec sa famille, jusqu'en 2004, à Maclas dans le département de la Loire.

## Œuvre

### Poésie
- Deux liards de lune, 1936
- Images nègres, 1939

### Romans
- La Permission de vivre, Paris, La Table Ronde, 1953, 221 p. (BNF 31771367)
- Chemin d’homme, Paris, Éditions Gallimard, 1959, 155 p. (BNF 41622704)
- La Chemise, Paris, Éditions Gallimard, 1961, 188 p. (BNF 32914784)
- La Tête, Paris, Éditions Julliard, 1969, 223 p. (BNF 32914785)
- Cette nuit, petit père, chaque femme..., Paris, Éditions Gallimard, 1987, 198 p.  (ISBN 2-07-070837-3)
- La Nuit du passeur, Villeurbanne, France, Éditions du mot passant, coll. « Le fin mot », 2006, 187 p.  (ISBN 2-912506-79-4)

### Romans policiers signés du pseudonyme Pierre Forquin
- Les Mauvais Jacques, en collaboration avec Louis Hérail, Paris, Éditions Denoël, coll. « Les meilleurs romans policiers français », 1957, 192 p. (BNF 32238600)
- L’Homme aux petits cigares, Paris, Éditions Denoël, coll. « Policière » no 8, 1957, 189 p. (BNF 32118101)
- L’Homme du 7 novembre, Paris, Éditions Denoël, coll. « Crime-club » no 28, 1960, 191 p. (BNF 33009121)
- Le Procès du diable, Paris, Éditions Denoël, coll. « Crime-club » no 38, 1961, 191 p. (BNF 33009123) ; réédition, Paris, France Loisirs, coll. « Thriller », 1983  (ISBN 2-7242-1827-2)
- Le printemps fait toujours un peu mal, Paris, Éditions Denoël, coll. « Crime-club » no 40, 1962, 191 p. (BNF 33009122)

### Romans policiers écrits en collaboration avecHenry Lapierre
- L’Escalade, signé Forquin-Lapierre, Paris, Éditions Denoël, coll. « Sueurs froides », 1972, 233 p. (BNF 35213154)
- L’Ombre du condottiere, signé Forquin-Lapierre, Paris, Éditions de Trévise, 1974, 253 p.  (ISBN 2-7112-0113-9)

### Nouvelle isolée
- Le Cinquième Jour, dans Les 56 Meilleures Nouvelles, Paris, Gallimard, coll. « L'Air du temps », 1952, 475 p. (BNF 32349097)

## Prix
- Grand prix de littérature policière 1962 pour Le Procès du diable[4]
- Prix Eugène-Dabit du roman populiste 1969 pour La Tête[5]

## Pour approfondir